# Brandon Saad
Brandon Saad, né le 27 octobre 1992 à Pittsburgh dans l'État de Pennsylvanie aux États-Unis, est un joueur professionnel américain de hockey sur glace d'origine syrienne. Il évolue au poste d'ailier gauche.

## Carrière
Au terme de sa première saison avec le Spirit de Saginaw de la Ligue de hockey de l'Ontario, Brandon Saad est choisi comme 43e joueur sélectionné par les Blackhawks de Chicago en deuxième ronde du repêchage d'entrée dans la Ligue nationale de hockey de 2011. Au cours de cette même année, il signe son premier contrat professionnel et commence sa saison avec les Blackhawks pour combler les blessures des joueurs de l'équipe. Au bout de deux matchs, il est réaffecté au Spirit.
En 2012-2013, la saison de la LNH est retardée en raison d'un lock-out et les équipes de la ligue sont limités à 48 matchs. Au cours du lock-out, il a joué avec les IceHogs de Rockford, franchise affiliée aux Blackhawks dans la Ligue américaine de hockey.
À l'issue de la saison LNH, il est un des trois nommés pour recevoir le Trophée Calder du meilleur joueur recrue de la LNH, en compagnie de Brendan Gallagher (Canadiens de Montréal) et de Jonathan Huberdeau (Panthers de la Floride) après avoir réalisé 10 buts et 17 aides pour 27 points en 46 matchs.
Il gagne à deux reprises la coupe Stanley avec les Blackhawks en 2013 et en 2015.
Le 30 juin 2015, il est échangé aux Blue Jackets de Columbus avec Alex Broadhurst et Michael Paliotta en retour de Artiom Anissimov, Marko Daňo, Jeremy Morin et Corey Tropp. Le 3 juillet 2015, il signe un contrat d'une valeur de 36 millions de dollars pour 6 ans avec les Blue Jackets.
Après deux saisons passées avec les Blue Jackets, il retourne avec les Blackhawks le 23 juin 2017 en étant échangé avec Anton Forsberg et un choix de 5e tour pour le repêchage de 2018 en retour de Artemi Panarine, Tyler Motte et un choix de 6e tour pour le repêchage d'entrée dans la LNH 2017.
Le 10 octobre 2020, il est échangé à l'Avalanche du Colorado avec Dennis Gilbert en retour de Nikita Zadorov et Anton Lindholm.

## Statistiques

### En club
| Saison     | Équipe                                  | Ligue      |     | Saison régulière | Saison régulière | Saison régulière | Saison régulière | Saison régulière |    | Séries éliminatoires | Séries éliminatoires | Séries éliminatoires | Séries éliminatoires | Séries éliminatoires |
| Saison     | Équipe                                  | Ligue      | PJ  | B                | A                | Pts              | Pun              | PJ               | B  | A                    | Pts                  | Pun                  |                      |                      |
| 2007-2008  | Hornets de Pittsburgh                   | MWEHL      | 26  | 11               | 19               | 30               | 16               | -                | -  | -                    | -                    | -                    |                      |                      |
| 2008-2009  | Phantoms de Mahoning Valley             | NAHL       | 47  | 29               | 18               | 47               | 48               | 7                | 5  | 1                    | 6                    | 10                   |                      |                      |
| 2008-2009  | United States National Development Team | U-17       | 7   | 6                | 5                | 11               | 2                | -                | -  | -                    | -                    | -                    |                      |                      |
| 2009-2010  | United States National Development Team | USHL       | 24  | 12               | 14               | 26               | 19               | -                | -  | -                    | -                    | -                    |                      |                      |
| 2009-2010  | United States National Development Team | U-18       | 39  | 17               | 15               | 32               | 16               | -                | -  | -                    | -                    | -                    |                      |                      |
| 2010-2011  | Spirit de Saginaw                       | LHO        | 59  | 27               | 28               | 55               | 47               | 12               | 3  | 9                    | 12                   | 10                   |                      |                      |
| 2011-2012  | Blackhawks de Chicago                   | LNH        | 2   | 0                | 0                | 0                | 0                | 2                | 0  | 1                    | 1                    | 0                    |                      |                      |
| 2011-2012  | Spirit de Saginaw                       | LHO        | 44  | 34               | 42               | 76               | 38               | 12               | 8  | 9                    | 17                   | 4                    |                      |                      |
| 2012-2013  | IceHogs de Rockford                     | LAH        | 31  | 8                | 12               | 20               | 10               | -                | -  | -                    | -                    | -                    |                      |                      |
| 2012-2013  | Blackhawks de Chicago                   | LNH        | 46  | 10               | 17               | 27               | 12               | 23               | 1  | 5                    | 6                    | 4                    |                      |                      |
| 2013-2014  | Blackhawks de Chicago                   | LNH        | 78  | 19               | 28               | 47               | 20               | 19               | 6  | 10                   | 16                   | 6                    |                      |                      |
| 2014-2015  | Blackhawks de Chicago                   | LNH        | 82  | 23               | 29               | 52               | 12               | 23               | 8  | 3                    | 11                   | 6                    |                      |                      |
| 2015-2016  | Blue Jackets de Columbus                | LNH        | 78  | 31               | 22               | 53               | 14               | -                | -  | -                    | -                    | -                    |                      |                      |
| 2016-2017  | Blue Jackets de Columbus                | LNH        | 82  | 24               | 29               | 53               | 8                | 5                | 1  | 2                    | 3                    | 0                    |                      |                      |
| 2017-2018  | Blackhawks de Chicago                   | LNH        | 82  | 18               | 17               | 35               | 14               | -                | -  | -                    | -                    | -                    |                      |                      |
| 2018-2019  | Blackhawks de Chicago                   | LNH        | 80  | 23               | 24               | 47               | 12               | -                | -  | -                    | -                    | -                    |                      |                      |
| 2019-2020  | Blackhawks de Chicago                   | LNH        | 58  | 21               | 12               | 33               | 16               | 9                | 2  | 3                    | 5                    | 2                    |                      |                      |
| 2020-2021  | Avalanche du Colorado                   | LNH        | 44  | 15               | 9                | 24               | 12               | 10               | 7  | 1                    | 8                    | 12                   |                      |                      |
| 2021-2022  | Blues de Saint-Louis                    | LNH        | 78  | 24               | 25               | 49               | 10               | 12               | 2  | 3                    | 5                    | 4                    |                      |                      |
| 2022-2023  | Blues de Saint-Louis                    | LNH        | 71  | 19               | 18               | 37               | 12               | -                | -  | -                    | -                    | -                    |                      |                      |
| 2023-2024  | Blues de Saint-Louis                    | LNH        | 82  | 26               | 16               | 42               | 20               | -                | -  | -                    | -                    | -                    |                      |                      |
| Totaux LNH | Totaux LNH                              | Totaux LNH | 863 | 253              | 246              | 499              | 162              | 103              | 27 | 28                   | 55                   | 34                   |                      |                      |

### En équipe nationale
| Année | Équipe                   | Compétition                   |   | PJ | B | A | Pts | Pun               |  | Résultat |
| 2010  | États-Unis -18 ans       | Championnat du monde - 18 ans | 7 | 3  | 3 | 6 | 4   | Médaille d'argent |  |          |
| 2012  | États-Unis -20 ans       | Championnat du monde - 20 ans | 6 | 1  | 5 | 6 | 0   | Médaille d'argent |  |          |
| 2016  | Amérique du Nord -24 ans | Coupe du monde                | 3 | 0  | 0 | 0 | 2   | Cinquième         |  |          |

## Trophées et honneurs personnels

### Ligue nationale de hockey
- 2012-2013 : 
  - sélectionné dans l'équipe d'étoiles des recrues
  - vainqueur de la coupe Stanley avec les Black Hawks de Chicago (1)
- 2014-2015 : vainqueur de la coupe Stanley avec les Black Hawks de Chicago (2)
- 2015-2016 : participe au 61e Match des étoiles de la LNH